# حرکت دیوانه‌وار (فیلم)
حرکت دیوانه‌وار (به انگلیسی: Stir Crazy) فیلمی کمدی به کارگردانی سیدنی پوآتیه، نویسندگی بروس جی فریدمن و تهیه‌کنندگی هانا وینستین محصول سال ۱۹۸۰ میلادی است.
جین وایلدر و ریچارد پریور از بازیگران اصلی این فیلم بوده‌اند.
این فیلم در فهرست ۱۰۰ فیلم برتر کمدی در تاریخ سینما که توسط وب‌گاه آی‌ام‌دی‌بی منتشر گردید، مقام دهم را دارد.

## خلاصه فیلم
این فیلم داستان اسکیپ و هری است که بر اثر یک اشتباه به دلیل شباهت با دو سارق، به جرم سرقت از بانک دستگیر و زندانی می‌شوند و ماجراهایی در زندان برای آنها رخ می‌دهد.

## بازیگران
- جین وایلدر as Skip Donahue
- ریچارد پریور as Harry Monroe
- جورج استنفورد براون as Rory Schultebrand
- جوبت ویلیامز as Meredith
- میگل آنجل سوارز as Jesus Ramirez
- کریگ تی. نلسن as Deputy Ward Wilson
- بری کوربین as Warden Walter Beatty
- نیکلاس کوستر as Warden Henry Sampson
- جوئل بروکز as Len Garber
- جاناتان بانکز as Jack Graham
- ارلند فن لید دی یوده as Grossberger
- چارلز ولدون as Blade
- فرانکلین آجی as Young Man in Hospital
- سدریک هاردمن as Big Mean
- لوئیس آوالوس as Chico
- گرند ال. بوش as Slowpoke
- هربرت هیرشمن as Man at Dinner Party
- میکی جونز as Guard #8
- بیلی بک as Flycatching Prisoner
- لی پورسل as Susan
- تونی بارتون as Guy who Punches Big Mean (uncredited)
- ال سیلوانی as Inmate (uncredited)